# Alejandro Gorostiaga

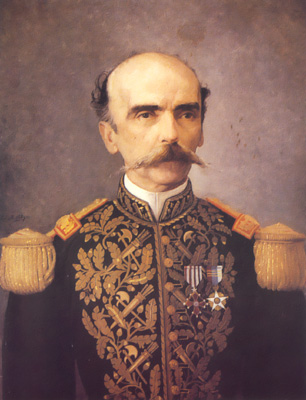
Alejandro Gorostiaga

Alejandro Gorostiaga Orrego (La Serena, 12 de maio de 1840 — Santiago, 30 de outubro de 1912) foi um militar chileno. Ingressou na Escola Militar em janeiro de 1857 e serviu até 1878. 
Retornou ao exército em 1879 em razão da Guerra do Pacífico, entre o Chile, Peru e Bolívia. Participou do assalto e captura de Pisagua e dos eventos em Dolores e Tacna. Porém, sua mais destacada atuação militar foi na Batalha de Huamachuco, na qual as tropas peruanas comandadas por Andrés Avelino Cáceres foram derrotadas.